# Tucker Albrizzi

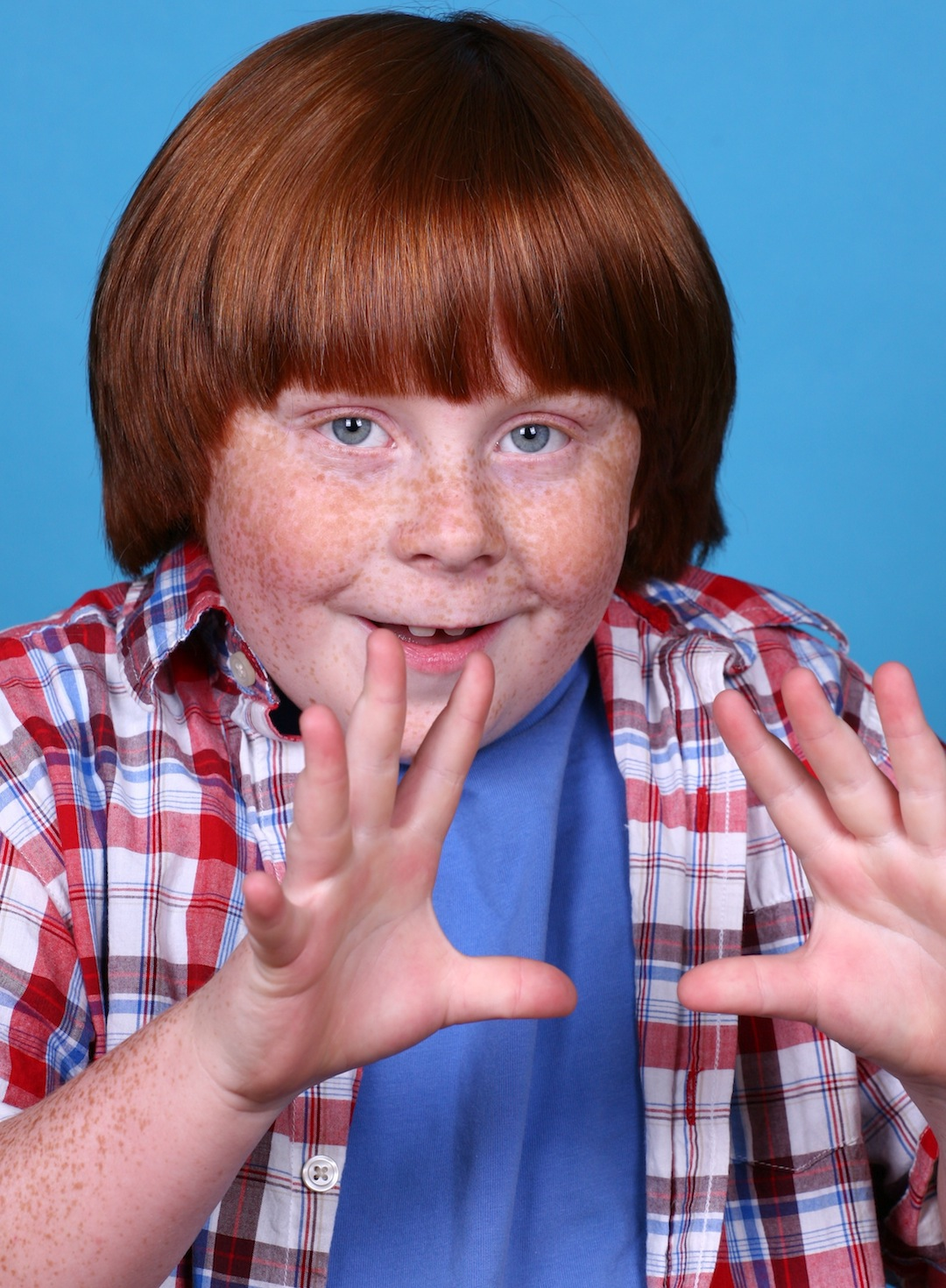
Tucker Albrizzi im Jahre 2008

Tucker Albrizzi (* 25. Februar 2000 in Palm Harbor, Florida) ist ein US-amerikanischer Schauspieler, der vor allem durch seine Rolle in diversen US-Fernsehserie und Filmen international bekannt wurde. Er ist auch als Synchronsprecher tätig.

## Leben
Der italienischstämmige Albrizzi hat zwei ältere Geschwister. Er verbrachte seine ersten Lebensjahre in Palm Harbor und in Orlando. Dort begann er als Sechs- bzw. Siebenjähriger auch seine Karriere als Darsteller in Werbespots.
Nachdem im gleichen Jahr sein älterer Bruder Patrick Pedraja an Leukämie erkrankt war, startete dieser mit seiner Familie eine Wohltätigkeitskampagne mit dem Namen Driving for Donors, mit der die Familie 2008 quer durch die Vereinigten Staaten reiste und Geld für die Behandlung Leukämieerkrankter sammelte. Weiters mobilisierte sie Knochenmarkspender, die ihre Spende dem National Marrow Donor Program beisteuerten. Im Jahre 2007 wurde sein Bruder bei der Sendung CNN Heroes: An All-Star Tribute vorgestellt, was ebenfalls zu seiner landesweiten Bekanntheit beitrug. 2008 wurde Pat Pedraja als mit dem CNN Heroes Viewers’ Choice Award und als Leukemia and Lymphoma Society’s Boy of the Year ausgezeichnet.
2008 ließ die Familie sich in Los Angeles nieder. Tucker Albrizzi setzte daraufhin hier seine Schauspiellaufbahn in Hollywood fort und hatte unter anderem an der Seite seines Bruders Auftritte in Michael Moores Sicko, sowie von 2008 bis 2009 in zwei Ausgaben der The Late Late Show with Craig Ferguson. Neben diversen Werbeauftritten für E-ZPass, St. Johns Water Management, Target Corporation, Amtrak, Samsung, Blue Cross Blue Shield, Suncoast Federal Credit Union und das Nickelodeon Suites Resort Orlando in den nachfolgenden Jahren, wurde Tucker Albrizzi im Jahre 2008 auch noch im Kurzfilm Better Red Than Dead eingesetzt.
2009 folgten für ihn Einsätze im Piloten Bless This Mess und im Film Uploading to Angels, über ein neunjähriges Mädchen, das E-Mails an ihre verstorbenen Eltern in den Himmel schickt. An dem Film wirkte er ebenfalls an der Seite seines älteren Bruders „Pat“ Pedraja mit. Neben Auftritten in je einer Episode von The Jay Leno Show und Das Büro wurde er 2009 auch in die Serie Big Time Rush gecastet, in der er bis 2012 in insgesamt elf Episoden in der Rolle des Tyler zu sehen war, was mitunter stark zu seiner internationalen Bekanntheit beitrug. Im darauffolgenden Jahr war er in je einer Folge von Dark Blue, Mike & Molly, Desperate Housewives, sowie Brothers & Sisters zu sehen und hatte zudem eine wiederkehrende Rolle in der Disney-Channel-Serie Meine Schwester Charlie. In dieser sah man ihn bis 2013 in insgesamt sieben Episoden als Jake, dem besten Freund eines der Hauptcharaktere mit dem Namen Gabriel „Gabe“ Duncan (gespielt von Bradley Steven Perry). Weiters wurde er 2010 erstmals in Childrens Hospital eingesetzt, wo man ihn auch fünf Jahre später ein weiteres Mal sah.
Am 13. März 2011 wurde Albrizzi im Rahmen der Young Artist Awards 2011 für einen Young Artist Award in der Kategorie „Bester wiederkehrende Schauspieler in einer Fernsehserie – zehn Jahre oder jünger“ für sein bisheriges Engagement in Big Time Rush und „Bester Gastdarsteller in einer Fernsehserie – zehn Jahre oder jünger“ für sein bisheriges Engagement in Meine Schwester Charlie nominiert, konnte den Preis jedoch nur in letztgenannter Kategorie gewinnen. Des Weiteren wurde der Nachwuchsdarsteller in diesem Jahr in den Spielfilmen Ich bin Nummer Vier, Hop: Osterhase oder Superstar? und Alvin und die Chipmunks 3: Chipbruch  eingesetzt, hatte dabei allerdings ausschließlich unbedeutende Kurz- bzw. Gastauftritte. Einzig seine Nebenrolle als Bartleby in der DVD-Produktion Spooky Buddies – Der Fluch des Hallowuff-Hunds war ein größeres Engagement.
Bei der darauffolgenden Verleihung der Young Artist Awards 2012 am 6. Mai 2012 wurde Tucker Albrizzi abermals in zwei Kategorien nominiert. Zum einen in der Kategorie „Bester Gastdarsteller in einer Fernsehserie – zehn Jahre oder jünger“ für sein Engagement in Big Time Rush und zum anderen mit dem restlichen Cast von Spooky Buddies – Der Fluch des Hallowuff-Hunds, bestehend aus Skyler Gisondo, Sierra McCormick, Jake Johnson und Sage Ryan, in der Kategorie „Beste Besetzung in einem DVD-Film“. Abermals konnte er in letztgenannter Kategorie den Preis entgegennehmen. Seine Einsätze waren, nach dem Mitwirken in namhaften Produktionen im vorangegangenen Jahr, 2012 angestiegen. So folgten Gastauftritte in zwei Episoden von Zeke und Luther, in je einer Episode von S3 – Stark, schnell, schlau und Sketchy, sowie im Serienpiloten Shmagreggie Saves the World, der in weiterer Folge jedoch nie als Serie von einem Sender gebucht wurde. Wie auch bereits in der deutschsprachigen Synchronfassung von Meine Schwester Charlie lieh ihm Lenny Peteanu auch die Stimme in der deutschsprachigen Synchro von S3 – Stark, schnell, schlau. Einen weiteren Auftritt in diesem Jahr hatte er auch im Disney-XD-Piloten Pack of Wolves, gefolgt von Sprechrollen in Treasure Buddies – Schatzschnüffler in Ägypten und ParaNorman, in dem er gar die Haupt- bzw. Nebenrolle des Neil Downe sprach. Für seine Leistungen wurde er bei der Vergabe der Young Artist Awards 2013 am 5. Mai 2013 für einen Young Artist Award in der Kategorie „Bester Hauptdarsteller in einem Fernsehfilm, Miniserie, Special oder Pilotfilm“ für sein Engagement in Shmagreggie Saves the World und in der Kategorie „Bester Synchronsprecher in einem Spielfilm“ für sein Engagement in ParaNorman nominiert, konnte jedoch keinen dieser Preise gewinnen. In der deutschsprachigen Synchronfassung von ParaNorman wurde ihm die Stimme von Andreas Wittmann geliehen.
2013 hatte er nur wenige Auftritte, so unter anderem in zwei Episoden der Nickelodeon-Serie Wendell & Vinnie, sowie im Pilot zu Gutsy Frog, einer geplanten Neuverfilmung der japanischen 70er-Anime-Serie mit dem Originaltitel Dokonjō Gaeru. Im darauffolgenden Jahr folgten für ihn Einsätze im USA-Network-Piloten Divide & Conquer, der jedoch nicht übernommen wurde, in drei Episoden von Take 2 und einer Folge der nur kurzlebigen Fox-Comedy-Serie Enlisted. Im Jahr 2015 folgten für ihn Einsätze in allen vier Episoden von Pixie P.D. Burbank, sowie in ebenso vielen Folgen der Webserie Clique Wars und in der Rolle des Santa im auf der Webserie basierenden Internetfilm Investigating Santa. Des Weiteren wirkt er am Real-Animationsfilm Monster Trucks mit, der im Dezember 2016 veröffentlicht wurde. Weiters sah man ihn im 2016 veröffentlichten landesweiten Werbespot für ein Smartphone.

## Filmografie
Filmauftritte (auch Kurzauftritte)
- 2007: Sicko
- 2008: Better Red Than Dead (Kurzfilm)
- 2009: Uploading to Angels
- 2011: Ich bin Nummer Vier (I Am Number Four)
- 2011: Hop – Osterhase oder Superstar? (Hop)
- 2011: Spooky Buddies – Der Fluch des Hallowuff-Hunds (Spooky Buddies)
- 2011: Alvin und die Chipmunks 3: Chipbruch (Alvin and the Chipmunks: Chipwrecked)
- 2012: Treasure Buddies – Schatzschnüffler in Ägypten (Treasure Buddies) (Sprechrolle)
- 2012: ParaNorman (Sprechrolle)
- 2015: Investigating Santa
- 2016: Monster Trucks

Serienauftritte (auch Gast- und Kurzauftritte)
- 2008–2009: The Late Late Show with Craig Ferguson (2 Episoden)
- 2009: Bless This Mess (Pilot)
- 2009: The Jay Leno Show (1 Episode)
- 2009: Das Büro (The Office) (1 Episode)
- 2009–2012: Big Time Rush (11 Episoden)
- 2010: Tim and Eric Awesome Show, Great Job! (1 Episode)
- 2010: Dark Blue (1 Episode)
- 2010: Mike & Molly (1 Episode)
- 2010: Desperate Housewives (1 Episode)
- 2010: Brothers & Sisters (1 Episode)
- 2010–2013: Meine Schwester Charlie (Good Luck Charlie) (7 Episoden)
- 2010–2015: Childrens Hospital (2 Episoden)
- 2012: Zeke und Luther (Zeke and Luther) (2 Episoden)
- 2012: S3 – Stark, schnell, schlau (Lab Rats) (1 Episode)
- 2012: Sketchy (1 Episode)
- 2012: Shmagreggie Saves the World (Pilot)
- 2012: Pack of Wolves (Pilot)
- 2013: Wendell & Vinnie (2 Episoden)
- 2013: Gutsy Frog (Pilot)
- 2014: Divide & Conquer (Pilot)
- 2014: Take 2 (3 Episoden)
- 2014: Enlisted (1 Episode)
- 2015: Pixie P.D. Burbank (4 Episoden)
- 2015: Clique Wars (4 Episoden)
- 2018: The Big Bang Theorie (Staffel 10, 1 Episode)
- 2019: Mr. Iglesias

## Nominierungen und Auszeichnungen
Nominierungen
- 2011: Young Artist Award in der Kategorie „Bester wiederkehrende Schauspieler in einer Fernsehserie – zehn Jahre oder jünger“ für sein Engagement in Big Time Rush[3]
- 2012: Young Artist Award in der Kategorie „Bester Gastdarsteller in einer Fernsehserie – zehn Jahre oder jünger“ für sein Engagement in Big Time Rush[4]
- 2013: Young Artist Award in der Kategorie „Bester Hauptdarsteller in einem Fernsehfilm, Miniserie, Special oder Pilotfilm“ für sein Engagement in Shmagreggie Saves the World[5]
- 2013: Young Artist Award in der Kategorie „Bester Synchronsprecher in einem Spielfilm“ für sein Engagement in ParaNorman[5]

Auszeichnungen
- 2011: Young Artist Award in der Kategorie „Bester Gastdarsteller in einer Fernsehserie – zehn Jahre oder jünger“ für sein Engagement in Meine Schwester Charlie[3]
- 2012: Young Artist Award in der Kategorie „Beste Besetzung in einem DVD-Film“ zusammen mit Skyler Gisondo, Sierra McCormick, Jake Johnson und Sage Ryan für sein Engagement in Spooky Buddies – Der Fluch des Hallowuff-Hunds[4]